# Dendrophthora sumacoi
Dendrophthora sumacoi är en sandelträdsväxtart som beskrevs av J. Kuijt. Dendrophthora sumacoi ingår i släktet Dendrophthora och familjen sandelträdsväxter. Inga underarter finns listade i Catalogue of Life.